# Portada/article abril 26

## Bioremediació de residus radioactius
La bioremediació de residus radioactius o bioremediació de radionúclids és una aplicació de la bioremediació que es basa en la utilització d'agents biològics —bacteris, plantes i fongs naturals o modificats genèticament— per a catalitzar reaccions químiques que permetin la descontaminació de llocs afectats per radionúclids. Les espècies que participen en aquests processos incideixen en propietats dels radionúclids com la solubilitat, la biodisponibilitat i la mobilitat accelerant la seva estabilització.